# Miànegues
Miànegues es una entidad de población española del municipio de Porqueras, perteneciente a la provincia de Gerona, en la comunidad autónoma de Cataluña.

## Toponimia
El lugar puede aparecer referido como «Miànegues» y «Mianegas».

## Historia
Hacia mediados del siglo XIX, el lugar, ya por entonces perteneciente a Porqueras, tenía contabilizada una población de 48 habitantes. Aparece descrito en el undécimo volumen del Diccionario geográfico-estadístico-histórico de España y sus posesiones de Ultramar de Pascual Madoz con las siguientes palabras:

MIANEGAS: ald. en la prov., part. jud. y dióc. de Gerona (3 1/2 leg.), aud. terr., c. g. de Barcelona, ayunt. de Porqueras: sit. en terreno llano, cerca del pequeño lago de Bañolas, con buena ventilacion y clima saludable; las enfermedades comunes, son fiebres intermitentes. Tiene 20 casas y una igl. parr. (San Roman) de la que es anejo la felig. de San Pedro de Guemol, servida por un cura de ingreso, de provision real y ordinaria. El térm. confina N. el lago de Bañolas; E. mata; S. Cors y Cornellá, y O. Pujarnol. El terreno es de escelente calidad, mucha parte de regadío por medio de acequias del citado lago. Los caminos: conducen á los pueblos comarcanos. El correo se recibe de Bañolas. prod. trigo, maiz y legumbres. pobl.: 12 vec., 48 alm. cap. prod.: 618,400. imp.: 15,460.
(Madoz, 1848, p. 402)

En 2022, la entidad singular de población tenía empadronados 685 habitantes y el núcleo de población, 470.